# Пилипенко Іван Якович
Іван Якович Пилипенко (нар. 1728 — пом. після 1767) — переяславський полковий сотник.

## Біографія
Народився в родині переяславського полкового осавула Якова Михайловича Пилипенко.
Почав службу з 1753 року у Переяславській полковій канцелярії. З 1758 по 1767 переяславський полковий сотник.

## Родина
Був одружений з Іриною Федорівною NN (по материнській лінії Мирович-Полуботок).
Донька Ганна Іванівна Пилипенко була одружена з козелецьким сотенним писарем та військовим товаришем Олексієм Підвисоцьким